# Дворњики
Дворњики (слч. Dvorníky) насељено је мјесто са административним статусом сеоске општине (слч. obec) у округу Хлоховец, у Трнавском крају, Словачка Република.

## Становништво
| Година:    | 1994. | 2004.   | 2014.   | 2024.   |
| ---------- | ----- | ------- | ------- | ------- |
| Број људи: | 1914  | 2017    | 2058    | 1953    |
| Разлика:   |       | +5,38 % | +2,03 % | -5,10 % |

| Година:    | 2023. | 2024.   |
| ---------- | ----- | ------- |
| Број људи: | 1986  | 1953    |
| Разлика:   |       | -1,66 % |

Према подацима о броју становника из 2024. године насеље је имало 1953 становника.